# Natalia Berloff
Natalia G. Berloff (Oremburgo) é uma matemática russa, professora de matemática aplicada da Universidade de Cambridge. Suas pesquisas incluem o uso de polaritons para simular estruturas como o modelo XY clássico.

## Formação
Berloff cresceu na Rússia. Obteve um Ph.D. na Universidade Estadual da Flórida em 1996, orientada por Louis Norberg Howard, com a tese Solitary Waves in Nonlinear Evolution Equations.

## Carreira
Berloff foi UC President's Research Fellow no Departamento de Matemática da Universidade da Califórnia em Los Angeles, de 1997 a 1999, e continuou lá como PIC Assistant Professor de 1999 a 2002, quando se tornou fellow do Jesus College, Cambridge, e membro do corpo docente do Departamento de Matemática Aplicada e Física Teórica em Cambridge, onde é atualmente professora de matemática aplicada.
De 2013 a 2016 tirou uma licença de Cambridge para trabalhar como professora e diretora do Programa de Materiais Quânticos e Fotônica no Skolkovo Institute of Science and Technology na Rússia.